# Podświadomość
Podświadomość – część ludzkiej psychiki, w której zgromadzone są treści nieuświadamiane sobie – obecne poza świadomością, mimowolne, mimowiedne. Treści podświadome pojawiają się w umyśle, rozpraszając, wkraczając w przedmiot uwagi, pomimo pragnienia przeciwstawienia się nim.
Termin wprowadzony do psychologii przez Pierre'a Janeta, często błędnie utożsamiany z pojęciem przedświadomości w teorii Freuda. W polskich tłumaczeniach dzieł Freuda niekiedy błędnie (obok terminu pozaświadomość)  zastępuje pojęcie nieświadomość.
Terminu tego używał niekiedy także Jung, odnosząc się do głębszej warstwy nieświadomości indywidualnej. Obszar nieświadomości indywidualnej w terminologii Junga nazywany jest cieniem indywidualnym.